# Десулфација
Десулфација је обрнути процес од сулфације који се јавља у оловним акумулаторима током времена. Десулфација делимично враћа капацитет акумулатора који се смањио због сулфације. Проблем везан за сулфацију се временом погоршава тако да капацитет акумулатора драстично опада. 
Десулфација је један од начина да се елиминише проблем везан за сулфацију. Десулфација се постиже тако што се између извода (клемни) акумулатора пуштају електрични импулси јаке струје. Овом техником се разбијају кристали сулфата који се формирају на плочама акумулатора. Формирање кристала је нормалан процес који се јавља код свих оловних акумулатора, али се драстично убрзава ако се акумулатор користи у условима повишене температуре, ако се недовољно пуни, дуже времена се не користи и слично.

## Техника десулфације
Температура значајно утиче на брзину сулфације и десулфације. На пример, при повишеној температури много брже се одвија сулфација и десулфација. Наравно, уколико је температура превисока, може доћи до трајног оштећења акумулатора.
Кориштење пулсева којима се може регулисати фреквенција и ширина се препоручује. Они се могу генерисати помоћу микроконтролера, на рачунарском порту, или преко 555 временског кола. Најбоље резултате дају кратки пулсеви јаке струје.

## Трајна оштећења акумулатора
Уколико акумулатор показује неке од слећих симптома, дошло је до трајног оштећења акумулатора:
- Губитак материјала на оловним плочама
- Плоче физички деформисане услед превисоке температуре или препуњавања
- Напон акумулатора испод 8

## Симптоми сулфације
Акумулатори који су дуже времена стајали ван употребе су главни кандидати за сулфацију. Услед дугог времена некориштења долази до сулфације. Неки типични примери где се акумулатори не користе довољно често су авиони, бродови, стари аутомобили, предимезионисани соларни системи и сл. Акумулатори у којима је дошло до сулфације показују неке од следећих симптома:
- Висок унутрашњи отпор
- Мали капацитет (излазна струја нижа од називне)
- Уколико акумулатор има провидно кућиште, на плочама се виде беле наслаге.